# Bailli
Pour l’article ayant un titre homophone, voir Bailly.
Un bailli (du latin bajulus, terme ayant revêtu de multiples significations) est, au sens général, le représentant d'une autorité sur un territoire.
Plus particulièrement, les baillis et les sénéchaux étaient, en France, des officiers royaux exerçant par délégation les pouvoirs de justice et militaires sur une province du royaume. Les baillis de robe courte étaient nobles.
On a retrouvé cette fonction sous ce nom ou sous un nom similaire dans plusieurs pays.

## France
Le bailli était, sous l'Ancien Régime français, un officier de judicature représentant de l'autorité du roi ou du prince dans le bailliage, chargé de faire appliquer la justice et de contrôler l'administration en son nom. Il s'agissait de l'équivalent de nos actuels préfets.
La juridiction dont est responsable un bailli s'appelle un bailliage. En France méridionale, le terme généralement utilisé était sénéchal et la circonscription la sénéchaussée. En Provence, les couples de mots « bayle », « baillie » ainsi que « viguier », « viguerie » étaient répandus.

### Histoire
Le bailli apparait comme une figure essentielle de l'administration royale et le bailliage comme une circonscription majeure au Moyen Âge. Le bailli est en effet un personnage de haut rang, représentant le roi dans la plénitude de ses fonctions dans sa circonscription. Les baillis contrôlent l'activité des prévôts et tiennent des sessions judiciaires qui amorcent une juridiction royale d'appel. Le bailli est également un agent unique et polyvalent, établi par le roi, salarié, révocable à tout moment et soumis aux institutions centrales et aux enquêteurs royaux. Il est juge et tient des assises périodiques ; il est chef militaire et responsable des finances domaniales. Les baillis sont comparables aux missi dominici institués par Charlemagne ; en effet, ils se déplacent par deux ou par trois, un ecclésiastique et un ou deux laïcs, et ils appliquent la justice royale dans le royaume de France. Ils sont donc itinérants et effectuent des tournées d'inspection et de contrôle dans les bailliages. Les baillis jouent le rôle d'intermédiaires entre les seigneurs et les sujets du royaume.
Les bailliages ont été établis au XIIe siècle sur le domaine royal, notamment par Philippe Auguste. Il était à l'origine porté par des commissaires royaux qui rendaient la justice, percevaient les impôts et recevaient, au nom de la couronne, les plaintes du peuple contre les seigneurs. Leur juridiction, régularisée avec les Capétiens fut d'abord très étendue ; mais l'abus qu'ils firent de leur puissance obligea les rois à la réduire. Vers le XVIe siècle, le rôle du « bailli » était devenu simplement honorifique, le lieutenant général du bailliage et d'autres officiers se répartissant son pouvoir. Néanmoins, leur office était noble et d'épée ; Charles IX, en 1560, les déclara officiers de robe courte.
À l'origine, le bayle, baylie, bailli, était l'agent de l'autorité seigneuriale chargé des affaires administratives et judiciaires. Plus précisément, c'était un officier d'épée ou de robe qui rendait la justice au nom du roi ou d'une seigneurie. C'était de plus un agent pouvant provenir de n'importe quel rang social et exerçait des fonctions judiciaires ou financières ainsi que de contrôle dans le territoire de son bailliage.
En matière judiciaire, le pouvoir du bailli s'étend au domaine criminel. Il peut prononcer des sentences de mort, sous réserve d'appel. Ainsi le bailli de Ribeaupierre condamna-t-il Hirtzel Lévy à être rompu vif à Colmar en décembre 1754, décision confirmée en appel et exécutée le 31 décembre 1754 avant que le conseil privé du Roi réuni à Versailles ne casse la décision permettant la réhabilitation du supplicié.
Les baillis ont fini par prélever autant de taxes qu'ils le désiraient sous Philippe IV le Bel sans subir aucune sanction, ce qui agace la noblesse car elle se voit imposée toujours davantage. Par ailleurs, les baillis devaient tenir des assises au cours desquelles ils appliquaient une justice immédiate et recevaient les appels de ceux qui rendaient la justice des prévôts, ce qui confirme le degré de hiérarchie qui existait entre ces différents officiers royaux.
En outre, les baillis récoltaient les forfaitures, c'est-à-dire les amendes de justice. Les baillis se chargeaient également de percevoir les revenus occasionnels ou irréguliers appelés casuels : il s'agissait principalement du droit de régale et du relief.
La création des bailliages royaux a ramené les justices seigneuriales existantes à un rang de subalterne. On appelait aussi baillis, baillis seigneuriaux, de simples officiers de justice seigneuriale, dits de robe longue ou petits baillis, pour les distinguer des baillis royaux. Certains gardiens de châteaux servant de prison portaient ce titre.

## Îles Anglo-Normandes
La fonction de bailli (bailiff) existe toujours, notamment dans les îles anglo-normandes.

## Italie

### Vallée d'Aoste

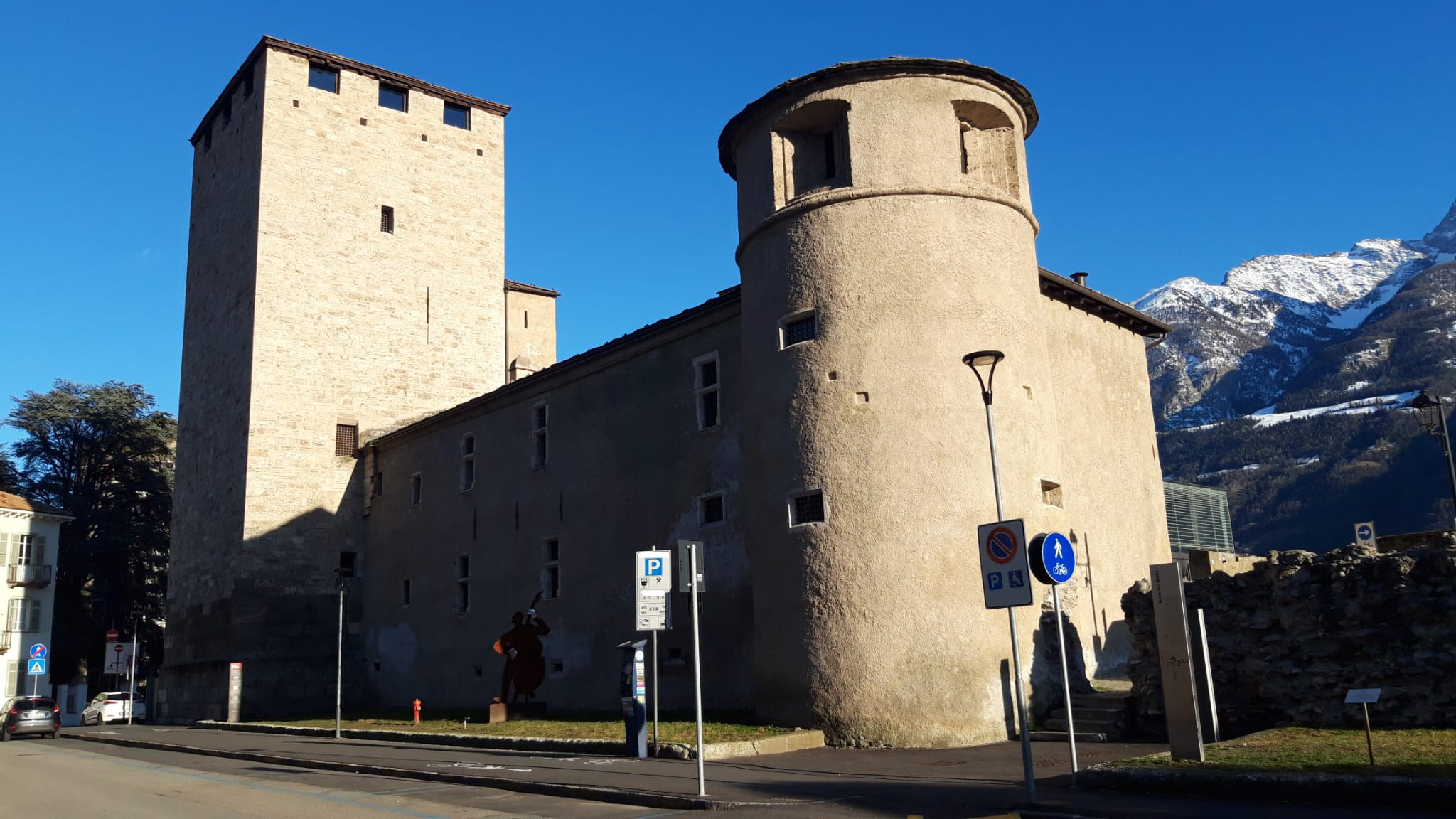
La Tour du bailliage à Aoste.

La maison de Savoie acquiert le pouvoir sur la Vallée d'Aoste à la fin de 1025, lorsque Humbert-aux-Blanches-Mains partage l'administration du comté d'Aoste avec l'évêque Valbert. Ce pouvoir est renforcé par la Charte des franchises de 1191, octroyée par Boniface de Montferrat, tuteur de Thomas Ier de Savoie. Cette charte affirme que le souverain n'aurait pas pu imposer des impôts sans l'accord du Conseil des Commis, présidé par le bailli. Le titre de prince bailli d'Aoste est l'un des titres du chef de la maison de Savoie.

## Ordre de Saint-Jean de Jérusalem
Dans l'ordre de Saint-Jean de Jérusalem, on donne le nom de bailli conventuel à des dignitaires supérieurs aux commandeurs et inférieurs aux Prieur conventuel.

## Suisse
En Suisse, sous l'Ancien Régime, le bailli était le gouverneur d'un bailliage ou prévôté (Landvogt). Les cantons souverains gouvernaient à tour de rôle les bailliages communs en plaçant à leur tête des baillis, représentants de leur autorité. L'instauration de la République helvétique en 1798 met définitivement un terme à la fonction de bailli et place tous les cantons suisses en position d'égalité.

## Venise et Empire ottoman
Le baylo était un diplomate supervisant les affaires des Vénitiens à Constantinople, et a été un élément permanent de Constantinople à partir des environs de 1454.